# Caroline Kirkland

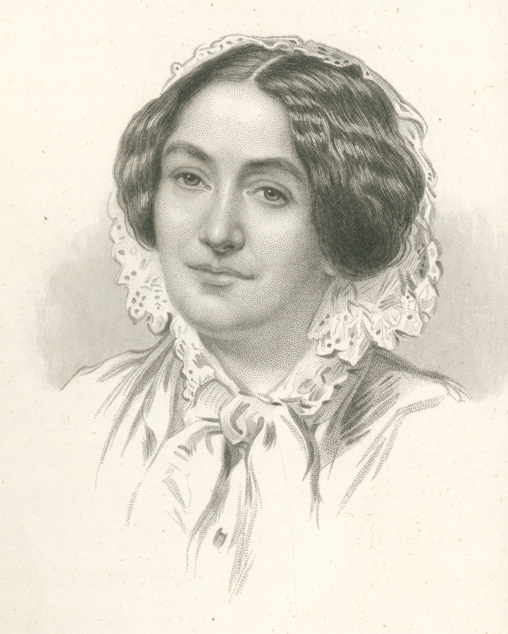
Caroline M. Kirkland

Caroline Mathilda Stansbury Kirkland (New York, 11 januari 1801 - 6 april 1864) was een Amerikaanse schrijfster. Ze was een voorvechter van vrouwenrechten en een sterke tegenstander van de slavernij.
Kirklands ervaringen, samen met haar echtgenoot en drie kinderen, van het leven in Pinkney, een dorpje aan de frontier, leverden haar veel materiaal op voor haar eerste boek, A New Home-Who'll Follow? dat in 1839 verscheen. Deze satirische roman had onmiddellijk succes en werd door critici geprezen om de openhartigheid waarmee ze haar ervaringen had verteld. Een van haar bewonderaars was Edgar Allan Poe, een van de meesters van het korte verhaal. Vanwege het succes volgden nog twee herdrukken. Twee andere boeken over het ruwe leven in het Amerikaanse Westen volgden: A Forest Life (1842) en West Clearings (1845), een verzameling verhalen. Veel van haar werken schreef ze vanuit vrouwelijk perspectief. 
- Gemeinsame Normdatei: 118640178
- International Standard Name Identifier: 0000 0000 8378 6803
- Library of Congress Control Number: n50048584
- Nationale bibliotheek van Australië: 35661328
- SNAC: w6js9q8d
- Système universitaire de documentation: 061052159
- Trove: 1031287
- Virtual International Authority File: 45095811
- WorldCat: E39PBJbH3yjCwfDjDjyj433fbd